# Croton cajucara
Espèce
Croton cajucara est une espèce de plantes à fleurs du genre Croton et de la famille des Euphorbiaceae, présente du Venezuela au Brésil.
Il a pour synonyme :
- Oxydectes cajucara, (Benth.) Kuntze